# Maria Radnerová
Maria Radnerová (7. května 1981, Düsseldorf – 24. března 2015 Le Vernet) byla německá kontraaltová operní zpěvačka. Její nejznámější rolí byla Erda v cyklu Prsten Nibelungův od Richarda Wagnera.
Zemřela se svým manželem a osmnáctiměsíčním synem Klausem při havárii letu Germanwings 9525 z Barcelony do Düsseldorfu.